# Otto Hofmann
Pour les articles homonymes, voir Hofmann.
Ne pas confondre avec l'acteur américain Otto Hoffman (1879-1944).
Otto Hofmann (16 mars 1896 – 31 décembre 1982) est un SS-Gruppenführer autrichien et un dirigeant nazi du « bureau pour la race et le peuplement » (Rasse- und Siedlungshauptamt ou RuSHA). Il est présent à la conférence de Wannsee qui planifie le génocide des Juifs.

## Biographie
Hoffman est né à Innsbruck, dans le Tyrol autrichien. Il est pilote de chasse pendant la Première Guerre mondiale. Vendeur de vin de formation, il devient membre de la SS en 1931. De 1940 à 1943, il dirige le bureau pour la race et le peuplement, un organisme de la SS. À ce titre il prend part à la conférence de Wannsee le 20 janvier 1942. En 1943, il devient chef de la SS et de la police pour le Sud-Ouest de l'Allemagne, à Stuttgart.
En 1948 lors du procès du RuSHA à Nuremberg, Hofmann est condamné à 25 ans de prison pour crimes de guerre, mais est gracié en 1954. Il meurt en Allemagne, à Bad Mergentheim.
Dans le film américain Conspiracy de 2001, le personnage d'Hofmann est joué par Nicholas Woodeson.

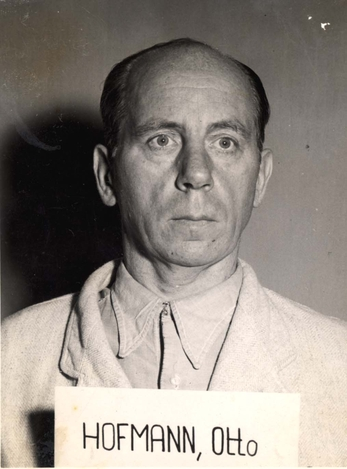
Otto Hoffmann, lors de son procès en 1948.